# Hájvirágformák
A hájvirágformák (Crassuloideae) a kőtörőfű-virágúak (Saxifragales) rendjébe, ezen belül a varjúhájfélék (Crassulaceae) családjába tartozó alcsalád.

## Elterjedésük, élőhelyük
Rendkívül kozmopolita növények, amelyek az ausztrál és az antarktikus flórabirodalom kivételével az egész Földön honosak, de egyes fajaikat mára már Ausztráliába is betelepítették. A legtöbb faj afrikai.

## Megjelenésük, felépítésük
A legtöbb faj törzse elfásodik; ezek apró, bonyolultan elágazó törzsű cserjékké fejlődnek. A legtöbb (egyes szerzők szerint mindahány) fajuk levélszukkulens.

## Életmódjuk, termőhelyük
A vizet jól vezető, laza talajt kedvelik. Több fajuk fagytűrő. Levéldugványról és magról is jól szaporíthatóak.

## Felhasználása
Dísznövénynek főleg a pozsgás levelű fajokat termesztik.

## Rendszerezés
Az alcsaládba az alábbi 2 nemzetség tartozik:
- hájvirág (Crassula) L. - típusnemzetség
- Hypagophytum A.Berger